# Königstein (Schiff, 1992)
Die Königstein ist ein Flusskreuzfahrtschiff, das 1992 von der Arminiuswerft in Bodenwerder gebaut wurde. Durch ihre kompakte Bauweise kann die Königstein auch auf solchen Strecken eingesetzt werden, die aufgrund von Wassertiefen, lichten Höhen und Schleusenabmessungen von größer dimensionierten Schiffen nicht passiert werden können.

## Geschichte
Von 1998 bis 2008 war die Königstein ein Flusskreuzfahrtschiff im Besitz der Reederei Peter Deilmann. Unter deutscher Flagge fahrend, wurden Kreuzfahrten auf der Havel, Elbe, Moldau, Oder und auf den Bodden angeboten. Von 2008 bis 2014 war das Schiff im Programm des Kreuzfahrtveranstalters Nicko-Tours. Im Frühjahr 2014 wurde die Königstein von Favorit Reisen in Heilbronn gekauft, die bereits Eigner der Rossini ist.
Zur BUGA 2015 verkehrte die Königstein auf Havelkreuzfahrten, die die vier Standorte in Havelberg, Rathenow, Premnitz und Brandenburg miteinander verbanden.
Von 2015 bis 2019 kam das Schiff auf 8-tägigen Kreuzfahrten ab/bis Stralsund inklusive Besuchen von Rügen, Hiddensee, dem Darss und Usedom zum Einsatz sowie auf 8-tägigen Flussreisen von Potsdam bis Stralsund und in umgekehrter Richtung mit Passagen auf Havel, Oder und durch die Bodden. Außerdem bot die Reederei das Schiff im Jahr 2019 für Flussreisen auf Mosel und Saar zwischen Koblenz und Saarbrücken an sowie weiterhin für 5-tägige Kreuzfahrten von Potsdam bis Havelberg. Hinzu kamen 8-tägige, kombinierte Elbe-, Havel- und Elbe-Havel-Kanal-Flusskreuzfahrten, die in Potsdam starteten und endeten. Die Landausflüge waren bei allen Passagen inklusive.
Nachdem das Schiff pandemiebedingt in den Jahren 2020 und 2021 stilllag, wurde es an eine Firma in der Tschechischen Republik verkauft und liegt fest auf der Moldau nahe der Čech-Brücke in der Altstadt von Prag als Hotelschiff.

## Ausstattung
Die 33 klimatisierten Passagierkabinen mit insgesamt 70 Betten sind auf dem Hauptdeck (Havel-Deck) und dem Oberdeck (Elbe-Deck) angeordnet. Auf dem Oberdeck befinden sich auch Rezeption, Bar und Restaurant. Das Freideck ist mit Sonnendach, Sonnenschirmen, Sitzgruppen und Liegen ausgestattet und vom Oberdeck durch eine Treppe erreichbar.